# Давид Кърчовски
Давид Йоакимов (Якимов) Кърчовски е български духовник и просветен деец от Македония.

## Биография
Давид Кърчовски е роден през 1772 година в Криворечна паланка, тогава в Османската империя. Син е на големия български възрожденец Йоаким Кърчовски и брат на Георги Кърчовски, свещеник и проповедник в Северна Македония, който около 1820 година се установява в Кратово. Самият Давид Кърчовски в началото на XIX век обикаля и проповядва с тях в Северна Македония, а също е спомоществовател за издаването на книгите на баща си. Около 1817 година се установява в Крива mаланка. Става ктитор на местната църква „Свети Димитър“, построена през 1833 година, но заради големите ѝ размери е осъден на смърт от османските власти около 1840 година. Помилван е, но се умопобърква и умира през декември 1844 година. Образът на поп Давид е в нартиката на църквата, прерисуван по-късно от зографа Димитър Папрадишки.
Дъщеря му Ката се жени за Михалко Мазаков, с когото има трима сина.